# Suddivisioni delle Tonga
Tonga è amministrata in cinque divisioni, a loro volta suddivise in 23 distretti.

## Divisioni
| Divisione | Capoluogo  | Superficie (km²) | Popolazione (ab.) |
| Divisione | Capoluogo  | Superficie (km²) | 2021              |
| --------- | ---------- | ---------------- | ----------------- |
| 'Eua      | 'Ohonua    | 87,44            | 4 903             |
| Haʻapai   | Pangai     | 109,98           | 5 419             |
| Ongo Niua | Hihifo     | 71,69            | 1 150             |
| Tongatapu | Nukuʻalofa | 260,48           | 74 454            |
| Vava'u    | Neiafu     | 121,00           | 14 283            |
| Totale    | Totale     | 650,59           | 100 209           |

## Distretti
| Nome          | Divisione | Codice ISO 3166-2:TO | Capitale      | Area (km²) | Abitanti | Densità (ab./km²) | Note                                           |
| ------------- | --------- | -------------------- | ------------- | ---------- | -------- | ----------------- | ---------------------------------------------- |
| Kolofo'ou     | Tongatapu | TO-041               | Nukuʻalofa    |            | 17 294   | 285,83 ab./km²    | Area est di Nukuʻalofa                         |
| Kolomotu'a    | Tongatapu | TO-042               | Nukuʻalofa    |            | 16 826   | 285,83 ab./km²    | Area ovest di Nukuʻalofa                       |
| Vaini         | Tongatapu | TO-043               | Vaini         |            | 13 246   | 285,83 ab./km²    |                                                |
| Tatakamotonga | Tongatapu | TO-044               | Tatakamotonga |            | 7 216    | 285,83 ab./km²    |                                                |
| Lapaha        | Tongatapu | TO-045               | Lapaha        |            | 7 353    | 285,83 ab./km²    |                                                |
| Nukunuku      | Tongatapu | TO-046               | Nukunuku      |            | 8 220    | 285,83 ab./km²    |                                                |
| Kolovai       | Tongatapu | TO-047               | Kolovai       |            | 4 299    | 285,83 ab./km²    |                                                |
| Neiafu        | Vava'u    | TO-051               | Neiafu        | 24         | 5 377    | 118,04 ab./km²    | Area sud-est dell'isola Vava'u e isole vicine. |
| Pangaimotu    | Vava'u    | TO-052               | Pangaimotu    | 10,979     | 1 203    | 118,04 ab./km²    | Isole a sud di Vava'u.                         |
| Hahake        | Vava'u    | TO-053               | Ta'anea       | 30         | 2 177    | 118,04 ab./km²    | Area est dell'isola Vava'u e isola di Koloa.   |
| Leimatu'a     | Vava'u    | TO-054               | Leimatu'a     | 21         | 2 873    | 118,04 ab./km²    | Area centrale dell'isola Vava'u.               |
| Hihifo        | Vava'u    | TO-055               | Longomapu     | 30         | 1 994    | 118,04 ab./km²    | Area ovest dell'isola Vava'u.                  |
| Motu          | Vava'u    | TO-056               | Hunga         | 45,167     | 659      | 118,04 ab./km²    | Isole a sud-ovest di Vava'u.                   |
| Pangai        | Haʻapai   | TO-021               | Pangai        | 14,66      | 2 039    | 49,58 ab./km²     |                                                |
| Foa           | Haʻapai   | TO-022               | Lotofoa       | 13,903     | 1 367    | 49,58 ab./km²     |                                                |
| Lulunga       | Haʻapai   | TO-023               | Ha'afeva      | 73,85      | 660      | 49,58 ab./km²     |                                                |
| Mu'omu'a      | Haʻapai   | TO-024               | Nomuka        | 11,26      | 344      | 49,58 ab./km²     |                                                |
| Ha'ano        | Haʻapai   | TO-024               | Fakakai       | 9          | 456      | 49,58 ab./km²     |                                                |
| 'Uiha         | Haʻapai   | TO-026               | 'Uiha         | 8,4        | 553      | 49,58 ab./km²     |                                                |
| 'Eua Motu'a   | 'Eua      | TO-011               | 'Ohonua       | 44,5       | 2 771    | 56,07 ab./km²     | Nord dell'isola 'Eua                           |
| 'Eua Fo'ou    | 'Eua      | TO-012               | Angaha        | 44,5       | 2 132    | 56,07 ab./km²     | Sud dell'isola 'Eua                            |
| Niuatoputapu  | Ongo Niua | TO-031               | Hihifo        | 20         | 719      | 39,94 ab./km²     | Isole Niuatoputapu e Tafahi                    |
| Niuafo'ou     | Ongo Niua | TO-032               | 'Esia         | 52         | 431      | 8,29 ab./km²      | Isola vulcanica                                |
| Tonga         | Tonga     | Tonga                | Nukuʻalofa    | 728,8      | 100 209  | 139 ab./km²       |                                                |